# Boisset-les-Prévanches
Boisset-les-Prévanches és un municipi francès situat al departament de l'Eure i a la regió de Normandia. L'any 2007 tenia 432 habitants.

## Demografia

### Població
El 2007 la població de fet de Boisset-les-Prévanches era de 432 persones. Hi havia 158 famílies, de les quals 28 eren unipersonals (20 homes vivint sols i 8 dones vivint soles), 51 parelles sense fills, 75 parelles amb fills i 4 famílies monoparentals amb fills.
La població ha evolucionat segons el següent gràfic:
Habitants censats

### Habitatges
El 2007 hi havia 188 habitatges, 155 eren l'habitatge principal de la família, 28 eren segones residències i 5 estaven desocupats. Tots els 186 habitatges eren cases. Dels 155 habitatges principals, 130 estaven ocupats pels seus propietaris, 23 estaven llogats i ocupats pels llogaters i 3 estaven cedits a títol gratuït; 4 tenien dues cambres, 13 en tenien tres, 45 en tenien quatre i 94 en tenien cinc o més. 141 habitatges disposaven pel capbaix d'una plaça de pàrquing. A 57 habitatges hi havia un automòbil i a 94 n'hi havia dos o més.

### Piràmide de població
La piràmide de població per edats i sexe el 2009 era:
| Homes | Edats   | Dones |
| ----- | ------- | ----- |
| 0     | 95 o +  | 0     |
| 0     | 90 a 94 | 0     |
| 4     | 85 a 89 | 4     |
| 0     | 80 a 84 | 0     |
| 4     | 75 a 79 | 4     |
| 4     | 70 a 74 | 8     |
| 4     | 65 a 69 | 4     |
| 8     | 60 a 64 | 4     |
| 12    | 55 a 59 | 12    |
| 20    | 50 a 54 | 4     |
| 20    | 45 a 49 | 8     |
| 28    | 40 a 44 | 20    |
| 12    | 35 a 39 | 20    |
| 20    | 30 a 34 | 20    |
| 4     | 25 a 29 | 16    |
| 12    | 20 a 24 | 0     |
| 12    | 15 a 19 | 16    |
| 8     | 10 a 14 | 12    |
| 16    | 5 a 9   | 16    |
| 16    | 0 a 4   | 16    |

## Economia
El 2007 la població en edat de treballar era de 278 persones, 211 eren actives i 67 eren inactives. De les 211 persones actives 199 estaven ocupades (104 homes i 95 dones) i 12 estaven aturades (3 homes i 9 dones). De les 67 persones inactives 24 estaven jubilades, 24 estaven estudiant i 19 estaven classificades com a «altres inactius».

### Ingressos
El 2009 a Boisset-les-Prévanches hi havia 158 unitats fiscals que integraven 434 persones, la mediana anual d'ingressos fiscals per persona era de 21.615 €.

### Activitats econòmiques
Dels 15 establiments que hi havia el 2007, 1 era d'una empresa de fabricació d'altres productes industrials, 4 d'empreses de construcció, 1 d'una empresa de comerç i reparació d'automòbils, 2 d'empreses de transport, 1 d'una empresa d'hostatgeria i restauració, 4 d'empreses de serveis i 2 d'empreses classificades com a «altres activitats de serveis».
Dels 3 establiments de servei als particulars que hi havia el 2009, 1 era un guixaire pintor, 1 electricista i 1 restaurant.
L'únic establiment comercial que hi havia el 2009 era una carnisseria.
L'any 2000 a Boisset-les-Prévanches hi havia 6 explotacions agrícoles.

## Equipaments sanitaris i escolars
El 2009 hi havia una escola elemental integrada dins d'un grup escolar amb les comunes properes formant una escola dispersa.

## Poblacions més properes
El següent diagrama mostra les poblacions més properes.